# Los York's 69
Los York's 69 o simplemente 69' es un álbum del grupo peruano Los York's, interpretada por Pablo Luna y Pablo Villanueva "Melcochita"; dicho álbum fue sacado el año 1969 por la disquera MAG después de que la banda Los York's renunciaran para ir a la disquera ‘El Virrey’ donde grabarían ahí sus últimos discos.
El álbum cuenta con algunas canciones cantada por Pablo Luna que quedaron en la disquera y para completar el disco pusieron a Pablo Villanueva como único miembro de MAG y reeditado el 2010 por Electro-Harmonix.

## Canciones
1. Justo a mi gusto
2. Ayer tuve un sueño
3. Vuelve (ft. Melcochita)
4. El loco (ft. Melcochita)
5. El batman de Kayser
6. Catedral de Winchester
7. El último beso
8. El preso (ft. Melcochita)
9. Arrepentido (ft. Melcochita)
10. Psicodélico (ft. Melcochita)

## Personal
- Pablo Luna (Voz).
- Melcochita (Voz).
- Jesus Vilchez(Guitarra eléctrica).
- Hugo Rivera (Bajo, coros).
- Walter Paz (Batería).
- Pacho Aguilar (Guitarra eléctrica).